# Papir Waziri
El papir Waziri és el papir egipci d'escriptura hieràtica més llarg (16 metres) fins ara descobert. Va ser trobat a Saqqara a inicis de 2022. El seu descobriment va ser anunciat el 14 de gener del 2023. El papir va seguir un meticulós procés de restauració i va ser exposat al Museu Egipci.
Les excavacions realitzades a Saqqara van desvetllar el taüt d’un home, Ahmose, en el qual hi havia el papir enrotllat. Data del 300 aC., d'inicis de l'època dels Ptolomeus, una dinastia de faraons d’origen grec, descendents d'un dels generals més importants d'Alexandre Magne.
El papir està realitzat amb escriptura hieràtica. Consta de deu imatges que representen déus del més enllà. Està escrit amb tinta vermella i negra. Es creu que va ser escrit per un escriba professional.
El papir conté passatges del Llibre dels Morts, un text funerari que conté cites i encanteris per ajudar als morts a arribar al més enllà. El papir inclou 113 encanteris del Llibre dels Morts. El nom d'Ahmose (el propietari) hi és anomenat 260 cops. El text també es complementa amb diverses representacions i il·lustracions com una escena que mostra Ahmose adorant el déu de l'inframón Osiris al seu santuari.